# Мохнацкая, Мария Игнатьевна
 Мария Игнатьевна Мохнацкая  (21 декабря 1897, село Войткову, Новосондецкий уезд — 15 сентября 1914, Перемышль) — 16-летняя девушка, убитая венгерским солдатом выстрелом в голову.

## Биография
Родилась 21 декабря 1897 года в селе Войткову Новосондецкого уезда в семье священника Мохнацкого Игнатия Осиповича (1868—1919). Мать Мирослава Феофиловна урождённая Качмарчик умерла в 1954 году во Львове после переселения с дочерями в 1945 году в СССР и похоронена на Лычаковском кладбище.
Мария воспитывалась в русском пансионе в Сяноке, окончив 6-й класс гимназии находилась на каникулах у родителей, в селе Войтковой, Добромильскаго уезда, где 6 сентября 1914 г.она и была арестована, а затем, вместе с целой партией арестованных крестьян, препровождена в Перемышль.
15 сентября 1914 года в Перемышле на улице Семирадского упала на колени перед распятием, находившимся на углу улицы, со словами «Матерь Божия, спаси нас!» После этого венгерский солдат убил её выстрелом в голову. Вот как описал гибель девушки украинский историк и общественный деятель Адриан Владимирович Копыстянский 

 Улица наполнилась отчаянными стонами и криками. Девушка-гимназистка пала на колени перед статуей, находившейся в углу улицы, и подняла вверх руки: Божья Мати, спаси нас!. Внезапно к девушке подбежал мадьяр и со всего размаха ударил её револьвером по голове, а затем выстрелил из него прямо в её чело. Как подкошенная она упала на землю. Выстрел в девушку был сигналом к кровавой расправе прочих арестованных. Началась стрельба. Брызги крови и мозга летели на мостовую и на соседние стены домов. Из тел изрубленных людей образовалась сплошная масса размяженного мяса.. 

Ф. И. Мохнацкий

Её брат Феофил Игнатьевич Мохнацкий родился 10 января 1891 г. в селе Куриловке, ланьцутскаго уезда. Учился сначала в Новом Санче, затем в Сяноке и, наконец, в Ясле, где он и окончил гимназию как раз накануне войны. Приехав на каникулы к отцу, в село Войткову, добромильскаго уезда, он не успел даже отдохнуть после экзамена, как тут же, с объявлением мобилизации, арестовали его отца, а затем и сестру, остальной же семье приказали из деревни уехать. Тогда он вместе с оставшейся семьёй переехал к своему дедушке по матери о. Ф. Качмарчику в Белцареву, грибовскаго уезда.
1 января 1915 г. Феофил выбрался в Грибов за лекарством для своей младшей сестры. В городе его задержали два австрийских сыщика — парикмахер Каминский и резник Нелепа, которые потребовали от него удостоверения, а когда такового при нём не оказалось, отвели его в жандармское отделение.
Жандармы посадили его под арест, через несколько дней повели в Белцареву для наведения справок, а затем обратно отвели в Грибов в тюрьму, где он и просидел ещё две недели. Военный суд предъявил ему обвинение в шпионаже в пользу России. Разрешив ему письменно проститься с родственниками 18 января того же года Феофил был повешен на рынке.

## В искусстве
Общественный деятель Галичины междувоенного периода Роман Ваврик написал трагедию «Маша» названную в честь девушки. Эта пьеса ставилась в русских театрах, а в 1930-е годы в некоторых театрах Галичины.
Член Государственной думы от Волынской губернии Б. Н. Лелявский написал стихотворение посвящённое Мохнацкой.

Боже, Боже! отъ страшныхъ видЪній
Мы очнулись въ холодномъ поту.
Ниспошли намъ немного забвенья,
Нагони на глаза дремоту!
И унявъ нестерпимую муку
— Снова видЪть минувшее зло,
Возложи свою легкую руку,
На готовое треснуть чело!
НЪтъ — еще не окончена кара
За какіе-то наши грЪхи:
Мерещится отблескъ пожара
Въ мутныхъ водахъ карпатской рЪки.
Намъ мерещатся цЪпи обозовъ,
Отходящіе въ страхЪ полки,
Оглушительный визгъ паровозовъ,
Самоходовъ глухіе гудки.
Весь измятъ и штыками испоротъ,
Весь взъерошенъ, нахохленъ и золъ,
Въ Перемышль, древній княжЪскій городъ,
Залетаетъ австрійскій орёлъ.
И откинувъ языкъ, словно жало,
Неспособный бороться въ строю,
Бьетъ когтями кого ни попало,
Какъ-бы чуя кончину свою.
Вотъ идётъ подъ конвоемъ мадьяровъ
— Измождённыхъ страдальцевъ толпа.
Затекла ихъ спина отъ ударовъ,
Капли крови струятся со лба.
A когда, не осиливши муки,
Кто нибудь изъ толпы упадетъ,
— Остальные хватаютъ на руки
И влекутъ eгo тЪло впередъ.
Но не долго. Близка ихъ Голгофа!
Лишь одинъ небольшой поворотъ,
— И на нихъ устремляется снова
ОпьянЪвшій отъ злобы народъ!
Сотворите — молитву Господню!
НЪтъ на свЪтЪ того полотна,
ГдЪ-бы эту кровавую бойню
Написать можно было сполна.
ЗасвистЪли дубины и палки,
159
И взвились изъ ножонъ палаши.
Никакія вамъ жертвы не жалки,
— По охотЪ своей палачи!
Такъ мЪсите-жъ кровавое тЪсто,
Разрывайте тЪла на куски,
ЦЪльте мЪтко въ убойное мЪсто
И швыряйте о стЪны мозги.
Но среди этой жатвы багряной
ПожалЪйте невинный цвЪтокъ,
Что австрійскій жандармъ, слишкомъ рьяный,
Для расправы сюда приволокъ.
Этой дЪвушки имя — Марія, *)
— Такъ несчастныхъ обычно зовутъ,
— Никакіе соблазны мірскіе
Ея сердца къ себЪ не влекутъ,
Какъ свЪча предъ иконой святою,
— Она только для Бога горитъ,
И своей неземной красотою
Надъ земныміи страстями паритъ.
Что вамъ лишніе дЪвичьи стоны,
Хрипъ еще одного мертвеца?
ВЪдь и такъ похоронные звоны,
Раздаются въ церквяхъ безъ конца.
Такъ внемлите-жъ двойному заклятью:
Мы возносимъ къ вамъ эту мольбу,
Припадая съ Маріей къ распятью,
Пригвожденному здЪсь на столбу.
Но напрасно. Къ рыданьямъ вы глухи.
Недоступны вы страстнымъ мольбамъ,
Что вамъ съ нашей словесной поруки,
Коли кровушки надобно вамъ?
Пронесласъ надъ толпою команда:
— «Не рубить, a по взводно стрЪлять»!
Окружившая дЪвушку банда,
Инстинктивно попятилась вспятъ.
ЗагремЪли удары сухіе,
— Искривились oтъ боли уста —
И пронзённая пулей Марія
Опустилась къ подножью креста…
A вверху возсЪдалъ на верандЪ
Генералъ съ папиросой во рту.
160
Онъ внималъ смертоносной командЪ,
Точно былъ на солдатскомъ смотру.
И когда послЪ залпа склонился
Надъ рЪшёткой лихой генералъ,
— У него вдругъ монокль заискрился
И отъ смЪха въ глазу заскакалъ.
Хохочи-же до слёзъ, до упаду,
Веселися при видЪ крови,
Находи въ этой казни награду
За военныя бЪды свои.
Намъ-же, маленькимъ людямъ, — сдаётся,
Что на дЪлЪ смЪется лишь тотъ,
Кто послЪдній отъ сердца смЪется,
Кто хохочетъ въ концЪ во весь ротъ.
Можетъ быть, — уже близко мгновенье,
Можетъ быть, — недалёкъ уже часъ
— Избавленья, когда ПровидЪнье
Неожиданно вспомнитъ о насъ.
ПослЪ тысячилЪтнихъ мученій,
ПослЪ пытокъ «огнемъ и мечёмъ»,
ПослЪ павішихъ въ борьбЪ поколЪній,
Можетъ быть, — мы свободно вздохнёмъ.
Но тогда не для празднаго смЪха
Всколыхнется запавшая грудь.
Не такая пустая утЪха
Завершитъ нашъ страдальческій путь.
Мы завЪтнаго срока не знаемъ,
Но когда онъ настанетъ — клянусь —
Мы свободно тогда зарыдаемъ,
Зарыдаемъ на цЪлую Русь!
О принесенныхъ въ жертву — Россіи,
О погибшихъ во славу Христа,
О невинно убіенной Маріи
Мы наплачемся вдоволь тогда.
A пока въ неизімЪнномъ терпЪньи,
Гробовое молчаніе храня,
Стиснувъ зубы, — падёмъ на колЪни

Передъ памятью свЪтлой ея … .